# Ega (majordom)
Ega (llatí Aega, mor vers 640 o 641) fou majordom de palau de Nèustria.
Va ser nomenat entre el 630 i el 635. Va administrar el regne d'acord amb la reina Nantilda (638) vídua de Dagobert I, durant la minoria del rei Clodoveu II. Va morir vers 640 o 641 i el va succeir Erquinoald.